# Nanorobotique
La nanorobotique est un domaine technologique émergent qui crée des machines ou des robots dont les composants sont à l'échelle du nanomètre (10-9 mètres) ou à une échelle proche,. Plus précisément, la nanorobotique (par opposition à la microrobotique) désigne la discipline d'ingénierie des nanotechnologies qui consiste à concevoir et à construire des nanorobots, avec des dispositifs dont la taille varie de 0 à 5,. Les termes nanorobot, nanoide, nanite, nanomachine ou nanomite ont également été utilisés pour décrire de tels dispositifs actuellement en cours de recherche et développement,.
Les nanomachines sont en grande partie en phase de recherche et développement, mais certaines machines moléculaires primitives et certains nanomoteurs ont été testés. Un exemple est un capteur ayant un commutateur d'environ 1,5 nanomètre de diamètre, capable de compter des molécules spécifiques dans l'échantillon chimique. Les premières applications utiles des nanomachines pourraient se situer dans le domaine de la nanomédecine. Par exemple, des machines biologiques pourraient être utilisées pour identifier et détruire des cellules cancéreuses,. Une autre application potentielle est la détection de produits chimiques toxiques, et la mesure de leurs concentrations, dans l'environnement. L'université de Rice a fait la démonstration d'une voiture monomoléculaire développée par un procédé chimique et comprenant des Buckminsterfullerènes (buckyballs) pour les roues. Il est actionné en contrôlant la température de l'environnement et en positionnant une pointe de microscope à balayage à effet tunnel. 